# David Mateos Rocha
David Mateos Rocha (Cáceres, 7 de febrero de 1985) es un ex-futbolista español que jugaba como centrocampista. Actualmente es el director deportivo del AD Mérida de Primera Federación.

## Trayectoria

### Como jugador
Nacido en Cáceres, Extremadura, Rocha empezó a jugar al fútbol en los equipos base del C. P. Cacereño,  haciendo su debut como sénior en la temporada 2002-03 en Segunda División B. En 2005 fichó por el Villarreal C. F. "B" que por aquel entonces militaba en Tercera División.
El 11 de enero de 2008 fichó por el F. C. Cartagena que jugaba esa temporada en la Segunda B. El 15 de julio regresó al Cacereño, que militaba en Tercera, consiguiendo la promoción en su primera temporada.
El 14 de julio de 2011 firmó por el Albacete Balompié, después de ser capitán de equipo en su club anterior. El 26 de junio de 2013  fichó por el Gimnàstic de Tarragona, en la Segunda B española, firmando un contrato de dos años.
El 19 de junio de 2015, después de ascender a Segunda División con el Nàstic, renovó su contrato hasta 2018. Hizo su debut en el fútbol profesional el 23 de agosto, obteniendo un empate de 2–2 en casa contra el Albacete Balompié.
El 21 de enero de 2016 se marchó de España por primera vez en su carrera, después de conseguir un contrato por tres temporadas en la Major League Soccer con el Houston Dynamo.  El 6 de julio rescindió su contrato de manera cordial después de alegar "razones familiares".
El 11 de julio de 2016 regresó a España firmando un contrato por dos temporadas con el Real Oviedo. El 4 de julio de 2018 volvió al Gimnàstic.
El 24 de enero de 2019 fichó por la U. D. Almería. El 4 de julio, en el mercado de verano, se fue al Extremadura U. D. En enero de 2021 se incorporó a la A. D. Mérida, donde jugó hasta su retirada en febrero del año siguiente para pasar a formar parte de la secretaría técnica del club.

### Como director deportivo y entrenador
En la temporada 2022-23, se convierte en director deportivo de la A. D. Mérida.
El 9 de octubre de 2023, tras la destitución de Rai Rosa como entrenador de la A. D. Mérida, se hace cargo del banquillo de manera interina durante dos partidos hasta la llegada de Manuel Ruano.
El 12 de diciembre de 2023, tras la destitución de Manuel Ruano como entrenador de la A. D. Mérida, se hace cargo del banquillo hasta el final de la temporada.